# Margreth Weivers
Margreth Weivers est une actrice suédoise née le 24 juillet 1926 à Stockholm et morte le 3 février 2021 dans la même ville.

## Filmographie partielle
- Une histoire d'amour suédoise (1970)
- L'Homme de Majorque (1984)
- Lotta på Bråkmakargatan (1992)
- Lotta flyttar hemifrån (1993)
- Jönssonligan spelar högt (2000)
- Hundhotellet – En mystisk historia (2000)